# María Irigoyen Pérez
María Irigoyen Pérez (ur. 1 października 1952 w Sorii) – hiszpańska polityk i politolog, deputowana do Parlamentu Europejskiego VII kadencji.

## Życiorys
Ukończyła studia politologiczne. Kształciła się następnie w Instytucie Europejskim we Florencji. W połowie lat 80. przystąpiła do Hiszpańskiej Socjalistycznej Partii Robotniczej (PSOE). Była pracownikiem Fundacji Pabla Iglesiasa, etatową działaczką partyjną i doradcą Grupy Socjalistycznej w Europarlamencie. W 2004 została urzędnikiem rządowym, najpierw w gabinecie sekretarza stanu w resorcie spraw zagranicznych, później w sekretariacie generalnym prezydium rządu.
W wyborach w 2009 bez powodzenia kandydowała z listy PSOE do Parlamentu Europejskiego. Mandat eurodeputowanej objęła jesienią 2010, zastępując Ramóna Jáuregui. Przystąpiła do grupy Postępowego Sojuszu Socjalistów i Demokratów.